# Chaviña (distrito)
Chaviña é um distrito do peru, departamento de Ayacucho, localizada na província de Lucanas.

## Transporte
O distrito de Chaviña é servido pela seguinte rodovia:
- PE-32, que liga o distrito de Chaparra (Região de Arequipa) à cidade de Puquio (Região de Ayacucho)
- AY-115, que liga a cidade de Coracora ao distrito de Sancos [1][2][3]